# Mark Zimmermann
Mark Zimmermann (* 1. März 1974 in Bad Salzungen) ist ein ehemaliger deutscher Fußballspieler und heutiger -trainer. Seine letzte Station als Fußball war bis 2008 der FC Carl Zeiss Jena, den er später auch coachte. Zuletzt trainierte er bis 2025 den Halleschen FC.

## Sportliche Laufbahn

### Vereinskarriere
Zimmermann spielte in der Jugend zunächst für die BSG Stahl Bad Salzungen, bevor er 1988 in die Schülermannschaft des FC Carl Zeiss Jena wechselte und die KJS in der Saalestadt besuchte. Von 1992 bis 1998 spielte er in Jenas erster Mannschaft, die zu dieser Zeit fast durchgehend in der 2. Bundesliga spielte. Lediglich in der Saison 1994/95 spielte das Team in der Regionalliga Nordost, in der es Meister wurde und direkt wieder ins Unterhaus des deutschen Profifußballs aufstieg. Zimmermann absolvierte in der 2. Liga für Jena 86 Spiele, in denen ihm insgesamt 25 Tore gelangen. Im Regionalligaaufstiegsjahr hatte er mit 19 Treffern in 32 absolvierten Begegnungen maßgeblich beigetragen.
Von 1998 bis 2000 spielte er bei der SpVgg Unterhaching, mit der er 1999 in die 1. Bundesliga aufstieg. Neben elf Zweitligaspielen bestritt er auch neun Erstligapartien für Unterhaching. Nach dem Klassenerhalt 2000 verließ er die Münchner Vorstädter.
Nachdem er von 2000 bis 2004 bei den Stuttgarter Kickers, Alemannia Aachen und dem FC Sachsen Leipzig gespielt hatte, kehrte Zimmermann zu Carl Zeiss Jena zurück. Er stieg mit Jena 2005 in die Regionalliga Nord und ein Jahr später in die 2. Bundesliga auf. Der Vertrag von Mark Zimmermann lief zum Ende der Saison 2006/07, in der dem Aufsteiger der Klassenerhalt als Tabellendreizehnter knapp gelang, aus. Zimmermann spielte ab 2007/08 in der 2. Mannschaft und war zudem Co-Trainer der Reserve. Im September 2007 wurde er für seine letzte Spielzeit in der ersten Mannschaft von Clubverantwortlichen, Fans und Internet-Usern zum Spieler des Jahres gewählt. Unter Trainer Valdas Ivanauskas kehrte Zimmermann noch einmal in die Profimannschaft zurück. Zum Rückrundentrainingsauftakt wurde Zimmermann vom neuen Coach Henning Bürger wieder fest dem Reserveteam zugeordnet. Bevor er im Sommer 2008 seine aktive Laufbahn endgültig beendete, erzielte er in diesem Spieljahr parallel zu seinen nur noch zwei Punktspielauftritten in der Lizenzelf der Jenaer noch drei Treffer für die 2. Mannschaft des FCC, für die in der Saison 2007/08 in der damals viertklassigen Oberliga Nordost den 5. Platz belegte.

### Auswahleinsätze
Im Sommer vor der Wiedervereinigung trat das FCC-Talent mit der DDR-Jugendauswahl bei der U-16-EM 1990 an. Vor heimischer Kulisse schied das ostdeutsche Team mit Zimmermann, der in drei Endrundenpartien einen Treffer schoss, bereits in der Gruppenphase aus.

## Trainerlaufbahn
Am 14. September 2008 übernahm er den Job als Interimstrainer beim FC Carl Zeiss Jena und leitete den FC Carl Zeiss Jena bei 2 Spielen u. a. im DFB-Pokal. Er wurde nach der Verpflichtung von René van Eck wieder als Co-Trainer zurückgestuft. Am 29. März 2016 gab der FC Carl Zeiss Jena bekannt, dass Zimmermann ab der Saison 2016/2017 Cheftrainer wird. Er ersetzte Volkan Uluç, dessen Vertrag nicht verlängert wurde.
Am 8. Dezember 2018 wurde er zusammen mit seinem Co-Trainer Martin Ullmann von seinen Aufgaben entbunden, nachdem er mit der Mannschaft bereits bis auf einen Abstiegsrang abgerutscht war.
Im Juni 2019 wurde Zimmermann vom 1. FC Köln als Trainer der U-21 engagiert. Am 3. Februar 2023 gab der Verein bekannt, dass das zum Ende der Spielzeit 2022/23 auslaufende Arbeitsverhältnis nach vier Jahren in beiderseitigem Einvernehmen nicht verlängert werde. 2024/25 coachte er den Halleschen FC in der Regionalliga Nordost.

## Erfolge

### Als Spieler
- Aufstieg in die 2. Bundesliga mit Carl Zeiss Jena 2006
- Aufstieg in die Regionalliga Nord mit Carl Zeiss Jena 2005
- Aufstieg in die 1. Bundesliga mit der SpVgg Unterhaching 1999
- Meisterschaft der Regionalliga Nordost und Aufstieg in die 2. Bundesliga mit Carl Zeiss Jena 1995

### Als Trainer
- Aufstieg in die 3. Liga mit Carl Zeiss Jena 2017 als Trainer
- Thüringenpokalsieger 2018 mit Carl Zeiss Jena als Trainer
- Achtelfinaleinzug im DFB-Pokal mit Carl Zeiss Jena 2008 als Interimstrainer